# 슈퍼 홍길동
"슈퍼 홍길동"은 대한민국의 서울동화프로덕션에서 제작된 코미디 영화이다. 우뢰매 시리즈에 나온 심형래를 합작하였다.

## 상영 정보
- 극장개봉 : 1988년 1월 16일
- 비디오출시 : 1989년 5월 20일 (VHS, 백록비디오프로덕션)

## 등장 인물

### 주인공
- 홍길동 : 심형래

이 영화의 주인공이다. 하라는 공부는 안하고 말썽만 부리다가 아버지한테 혼이 나고, 결국 쫓겨났으나, 백운도사를 만나 수련을 한다. 그 후 팽가란 일당을 혼내주고, 이생길의 저택을 습격해서 이생길을 포박하였고, 왕정원과 치열하게 싸운 후 다시 집으로 돌아가게 된다.
- 박만복 : 국정환

홍길동의 사제. 어릴때 보약을 잘못먹어서 배에서 강한 열이 난다. 배를 치면 북소리가 난다. 홍길동을 형님으로 모시며 함께 동행하며, 팽가란 일당과 이생길, 왕정원 무리들과 용감히 싸운다.
- 이쁜이 : 이주리

홍길동의 저자. 팽가란에게 부모를 잃고 복수를 결심한다. 길동을 흠모한다. 길동 일행과 함께 동행하며, 역시 용감히 싸운다. 마지막으로 왕정원의 수하 취란과 치열하게 싸운다.

### 홍길동 주변 인물
- 길동 부 : 주일몽

홍길동의 아버지. 매우 엄격하며, 말썽만 부리는 아들을 결국 쫓아낸다.
- 길동 모 : 문미봉

홍길동의 어머니. 아버지보다는 자상하지만, 홍길동에게 무시무시한 벌을 준다.

### 왕정원 주변 인물
- 왕정원 : 안대욱

조선을 삼키려는 야망을 지닌 청나라인. 동물들을 데리고 입국한다. 그러나 홍길동의 황룡검으로 복수를 당한다.
- 취란 : 강리나

왕정원의 심복. 조선을 삼키려는 야망을 지닌 청나라인. 그러나 이쁜이의 의해 복수를 당한다.

### 그 외 인물
- 백운도사 : 장팔

홍길동의 스승. 길동에게 훌륭하게 무술을 수련시킨다. 뒤에서 언제나 길동을 지켜본다.
- 팽가란 : 조춘

산적 두목. 마을 사람들에게 악행을 저지르는 사람이다. 그러나 이쁜이의 의해 부모님의 복수를 다한다. 홍길동에게 호되게 혼난 후 개과천선하게 된다.
- 이생길 : 이경규

중국에서 밀수입을 하는 불한당이다. 비밀리에 산행을 조직하는 인물이다.
- 집사 : 주상호
- 할머니 : 김애라

이쁜이의 할머니이다. 홍길동 일행에게 식사 대접을 한다.

## 제작진
- 감독, 각본 : 조명화
- 총감독, 제작 : 김청기
- 조감독 : 박혜원
- 기록 : 박남현
- 촬영 : 정운교
- 촬영부 : 김일준, 임종호, 음성호
- 조명 : 김강일
- 조명부 : 김영규, 김일준, 고영광
- 스틸 : 양기주
- 기획 : 김춘범
- 제작부장 : 양근복, 양동욱
- 제작 : 조수철
- 제작진행 : 최동수, 장철수, 김석
- 녹음 : 김병수
- 음악 : 김민식
- 미술 : 채일병
- 특수효과 : 왕룡
- 무술지도 : 권성영
- 미용 : 박금자
- 분장 : 장인한
- 의상 : 이해윤
- 편집 : 박순덕
- 소품 : 차순하
- 무술 : 유창국, 이재규, 오요섭, 최화섭, 홍성찬
- 효과 : 김경일
- 현상 : 영화진흥공사

## 협찬
- 빙그레, 진토이

## 같이 보기
- 슈퍼 홍길동 시리즈